# Nematogobius maindroni
Nematogobius maindroni är en fiskart som först beskrevs av Sauvage, 1880.  Nematogobius maindroni ingår i släktet Nematogobius och familjen smörbultsfiskar. Inga underarter finns listade i Catalogue of Life.